# Шідебала
Шідебала, Шадбала (монг. Шидэбал Гэгээн хаан), храмове ім'я Їнцзун (кит.: 英宗; піньїнь: Yīngzōng; 22 лютого 1302 —4 вересня 1323) — п'ятий імператор династії Юань.

## Життєпис
Народився 22 лютого 1303 у родині Аюрбарібади, майбутнього імператора, та Раднаширі, з роду угиратів. Отримав гарну конфуціанську освіту. Захоплювався також буддизмом. У 1316 році його бабка Дагі (Таджі) домоглася визнання Шідебали спадкоємцем трону. Він став імператором у 1320 році після смерті свого батька.
Утім, він фактично не керував державою: влада знаходилася у канцлера правої руки Темудера та бабки Дагі. Темудер спочатку стратив усіх своїх суперників, які могли відсторонити його від влади або підтримати імператора. Але потроху Шідебала почав боротися за відновлення свого контролю над державними справами, а поки що займався впровадження конфуціанських норм та розбудовою буддистських храмів: найбільший будувався поблизу стодиці Даду в 1321–1323 роках. Лише після смерті Темудера 1323 року Шідебала зміг отримати всю повноту владу. Того ж року було видано накази щодо поліпшення дисципліни державних службовців, зменшено трудові повинності. Того ж року нарешті видано Звід законів Юань, який складено ще за Аюрбарібади.
З іншого боку Шідебала вирішив суттєво обмежити вплив монгольської знаті при дворі та в імперії загалом. Для початку він скасував практику видачі щорічних подарунків монгольських князям. Це збурило знать й 4 вересня 1323 року його було вбито в Нанло.